# Phonon (KDE)
Phonon 是 KDE 桌面平台提供的多媒体 API，它是处理KDE软件中多媒体流的标准抽象，也被几个Qt应用程序使用。
Phonon 最初是为了让 KDE/Qt 软件能够独立于任何单一的多媒体框架（如GStreamer或xine），从而为其提供了在主要版本的生命周期内稳定的多媒体API。通过提供一个简单的 KDE/Qt 风格的多媒体API，能够更好地支持 Windows 和 macOS 上的本地多媒体框架，并解决框架变得无法维护或 API/ABI 不稳定的问题。
使用了phonon，用四行C++程式碼就能播放檔案
，而舊聲音框架（aRts)則需要用到30行：
```
 
media
 
=
 
new
 
MediaObject
(
this
);

 
connect
(
media
,
 
SIGNAL
(
finished
()),
 
SLOT
(
slotFinished
()));

 
media
->
setCurrentSource
(
"/home/username/music/filename.ogg"
);

 
media
->
play
();

```

Phonon並非只能運行於Unix系統，他的後端可以是在其它平台如 Microsoft Windows 並提供相同的功能。

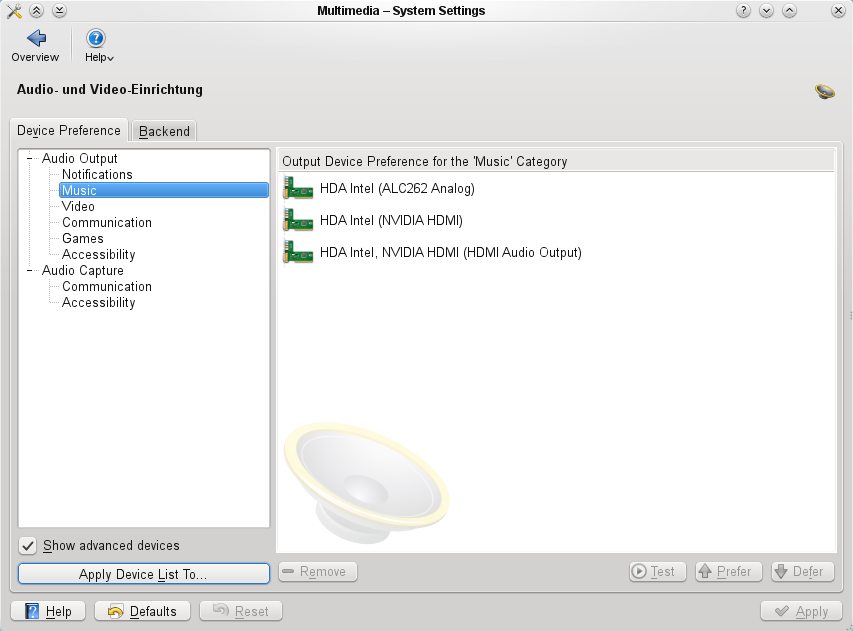
早期的 Phonon 設定管理員截圖

## 特色
- Phonon讓各種後端提供界面給開發者所謂的"引擎"；每個引擎運作在一個具體的後端。每個後端都可讓Phonon控制基本功能，如播放、暫停和搜尋。Phonon也支持更高層次的功能，如讓音軌轉化之間變微弱。[3]
- 使用Solid，Phonon將給予用戶更多配件的控制能力如耳機、揚聲器、麥克風。一個例子是，因為你可能只有一個VoIP會話使用您的耳機，但所有其他的聲音通過揚聲器出來。[3]
- 支援 Unix-like 系統下的後端GStreamer与VLC。[4]需要注意的是，xine与MPlayer的后端在 Linux 中已经过时并不再提供开发。[5]

- 支援 Windows 下的後端 DirectShow、VLC和MPlayer。
- 支援 Mac OS X下的後端QuickTime。

## 使用於 Qt
Phonon从一开始就被设计成Qt函数的风格，Qt4.4和之後版本使用了Phonon，作為跨平台的音訊/視訊播放。

## 示例
```
    
Phonon
::
VideoPlayer
 
*
player
=
new
 
Phonon
::
VideoPlayer
(
this
);

    
player
->
setMinimumSize
(
1280
,
720
);

    
Phonon
::
MediaSource
 
source
(
"20110705_095213.avi"
);

    
player
->
load
(
source
);

    
player
->
play
();

    
connect
(
player
,
SIGNAL
(
finished
()),
player
,
SLOT
(
play
()));

```

## 外部連結
- Phonon 官方網站
- 通向KDE4之路（六）：令多媒体编程更轻松的Phonon[永久]
- PulseAudio - 一个跨平台的、可通过网络工作的声音服务
- JACK Audio Connection Kit - 一个专业级的声音服务